# Rivolta di El-Hagi
La Rivolta di El-Hagi fu una ribellione della comunità islamica di El-Hagi, guidata da Mohamed Nur, contro il governo della Somalia Italiana gestito dal quadriumviro Cesare Maria de Vecchi, che avvenne il 28 ottobre 1926. Si concluse il 7 novembre con l'annientamento dei ribelli e la repressione della rivolta.

## La ribellione

### Cause
La principale causa scatenante la rivolta fu l'omicidio di cinque somali (tra cui un capo indigeno) a Dobloi favorevoli al governo italiano, avvenuto mentre il grosso delle truppe italiane era impegnato nella campagna di pacificazione della Migiurtinia; fu inviato un gruppo di Zaptié sul posto per investigare, ma cadde in un'imboscata di circa 200 ribelli e dovette ritirarsi con 2 morti e 4 feriti, seppur infliggendo al nemico una trentina di perdite.
Un'inchiesta del Commissario dello Scebeli, Maggiore Dell'Era, accertò che la rivolta fosse stata promossa dalla Giamia di El Hagi, guidata dallo sceicco Agi Mohamed Nur, dove i braccianti somali fuggiti dalle concessioni agricole di Genale avevano trovato rifugio ed organizzato l'omicidio: secondo alcune fonti i lavoratori sarebbero stati sottoposti a lavoro coatto, mentre altre riportano che essi percepissero una paga.
Dopo l'omicidio, Mohammed Nur fu richiamato per dare spiegazioni dal Residente di Brava, ma si rifiutò di presentarsi.

### L'omicidio Fiorina e la reazione italiana
Il Governo Italiano, dato il rifiuto di Nur di conferire con il Residente, inviò quindi il Maresciallo Aldo Fiorina dei Carabinieri Reali di Merca, accompagnato da una piccola scorta di Zaptié, ad arrestare lo sceicco, ma giunto alla moschea dove questo si trovava, fu aggredito dai ribelli, che lo uccisero insieme a tre membri della scorta; i rinforzi chiamati da Merca non arrivarono in tempo e non poterono che recuperare i cadaveri.
A quel punto, De Vecchi decise di rispondere alla rivolta per vie militari e predispose l'invio sul posto di 230 tra Zaptié ed Ascari provenienti da Mogadiscio, comandati dal Capitano Giurati ed accompagnati dalla sezione di artiglieria di montagna da 75 del Capitano Fiore. Tale colonna, tuttavia, non poteva giungere sul posto prima del 30 ottobre (El Hagi distava infatti circa 100 chilometri da Mogadiscio), quindi furono inviati circa 50 concessionari civili di Genale (tra i quali erano presenti alcuni ufficiali del Regio Esercito, Arditi ed ex-squadristi) armati alla leggera, che raggiunsero Merca a piedi, ed una ventina di Ascari guidati dal Residente di Merca, che costrinsero i ribelli a rifugiarsi nella moschea ed impedirono loro di fuggire prima dell'arrivo dei rinforzi.
Una volta giunta la colonna del Capitano Giurati, il 30 ottobre, la moschea fu sottoposta a un bombardamento d'artiglieria: furono fatti evacuare circa 200 tra donne e bambini ivi rifugiatisi, mentre gli uomini resistettero fino al giorno successivo, arrendendosi per l'esaurimento delle munizioni. La moschea fu infine occupata con un bilancio compreso tra 9 e 21 morti e 16 e 20 feriti da parte italiana e di 74 morti e 140 arresti da parte somala (De Vecchi riporterà la morte di più di 200 ribelli alla fine delle operazioni), ma lo sceicco Mohammed Nur non fu trovato con loro, poiché fuggito insieme ad una settantina di seguaci.
A seguito della fuga, Nur fu inseguito da un reparto di Zaptiè: il 7 novembre, il capo ribelle fu accerchiato in una boscaglia vicino Fidarot ed ucciso insieme a tutti i suoi uomini, segnando la fine della ribellione.